# 퓌드돔주

퓌드돔 주의 위치

퓌드돔주(Puy-de-Dôme)는 프랑스 오베르뉴 지방에 있는 주이다. 주도는 클레르몽페랑이며 인구는 626,639명(2007년 기준), 면적은 7,970km2, 인구밀도는 78.6명/km2이다. 주 이름은 퓌드돔 화산에서 유래된 이름이다.

## 역사
퓌드돔 주는 1790년 3월 4일 프랑스 혁명 기간에 83개의 데파르트망이 설치된 것이 시처였다. 퓌드돔 주는 오베르뉴에 설치되었다. 오래전에 이 데파르트망은 몽도르(Mont d'Or, 황금산)라고 불렸다.

## 지리
퓌드돔 주은 오베르뉴에 위치해 있으며 루아르주, 오트루아르주, 캉탈주, 코레즈주, 크뢰즈주에 둘러싸여 있다. 퓌드돔 주는 파리에서 고속도로로 3시간, 리옹에서 고속도로로 1시간 걸린다.

## 인구
| 연도    | 인구    | ±% p.a. |
| ------- | ------- | ------- |
| 1801    | 507,128 | —       |
| 1806    | 542,834 | +1.37%  |
| 1821    | 553,410 | +0.13%  |
| 1831    | 573,106 | +0.35%  |
| 1841    | 591,458 | +0.32%  |
| 1851    | 596,897 | +0.09%  |
| 1861    | 576,409 | −0.35%  |
| 1872    | 566,463 | −0.16%  |
| 1881    | 566,064 | −0.01%  |
| 1891    | 564,266 | −0.03%  |
| 1901    | 544,194 | −0.36%  |
| 1911    | 525,916 | −0.34%  |
| 1921    | 490,560 | −0.69%  |
| 1931    | 500,590 | +0.20%  |
| 1936    | 486,130 | −0.58%  |
| 1946    | 478,903 | −0.15%  |
| 1954    | 481,380 | +0.06%  |
| 1962    | 508,928 | +0.70%  |
| 1968    | 547,743 | +1.23%  |
| 1975    | 580,033 | +0.82%  |
| 1982    | 594,365 | +0.35%  |
| 1990    | 598,213 | +0.08%  |
| 1999    | 604,266 | +0.11%  |
| 2006    | 623,463 | +0.45%  |
| 2011    | 632,311 | +0.28%  |
| 2016    | 650,700 | +0.57%  |
| source: |         |         |

## 같이 보기
- 퓌드돔주의 캉통
- 퓌드돔주의 코뮌 목록